# Sovjós

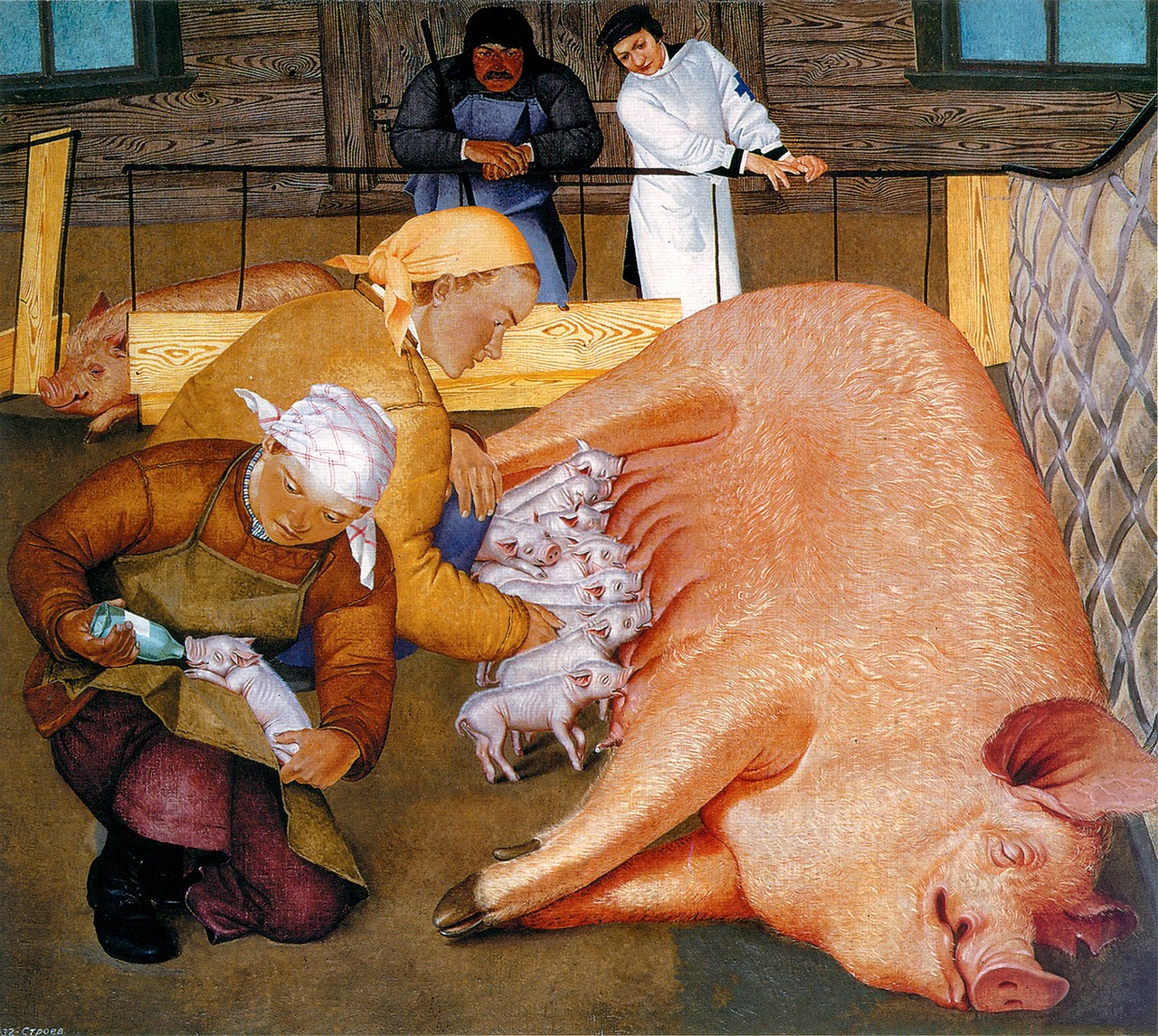
Pintura de 1932 basada en el Realismo socialista, "En un sovjós de cría de cerdos"

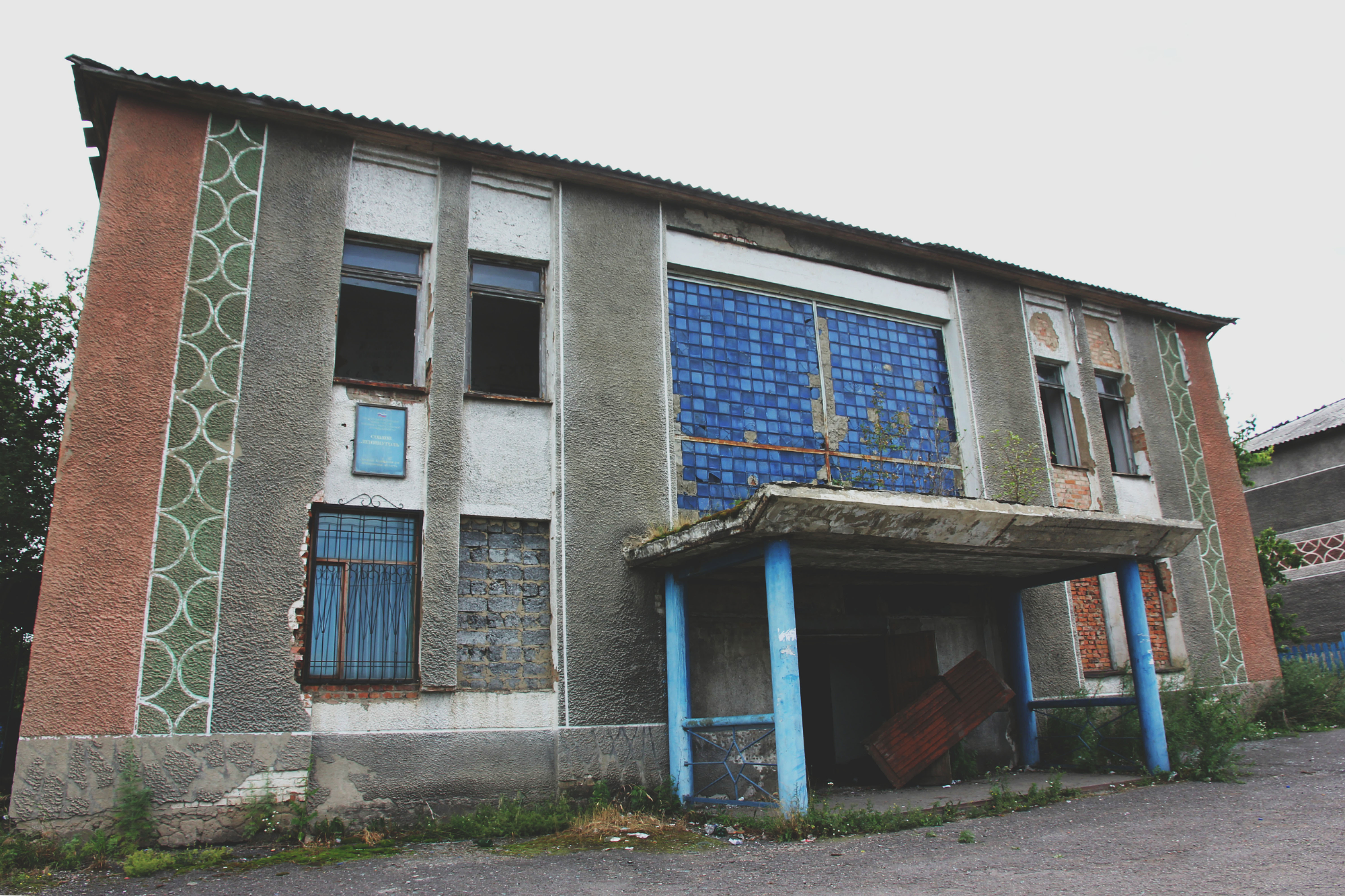
Sovjós del Óblast de Kemerovo.

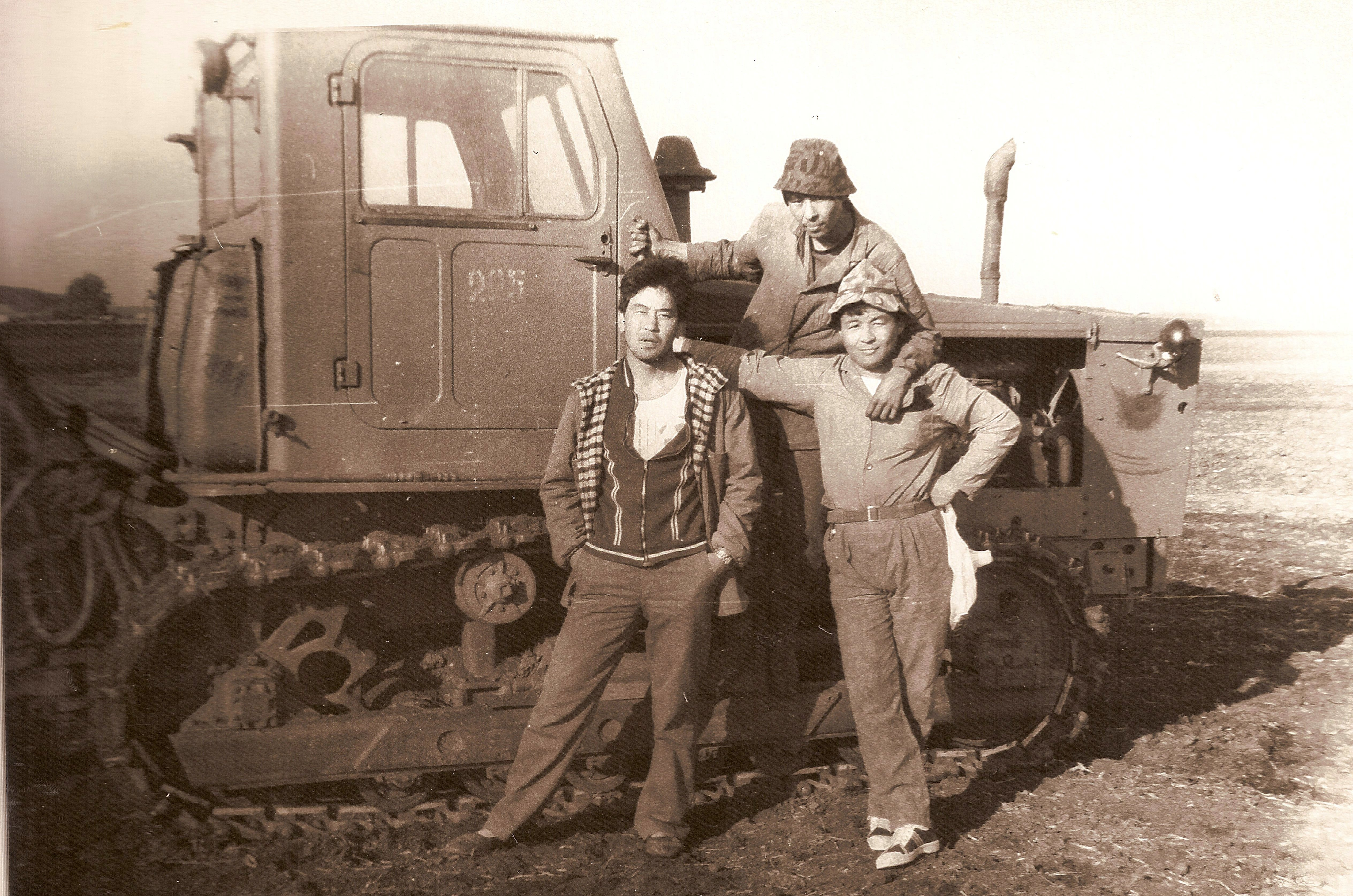
Estudiantes kazajos en el sovjós de Novopokrovskaya, 1991.

Sovjós (en ruso: Совхоз) es el acrónimo ruso советское хозяйство (transliterado al español como «soviétskoie jozyáistvo»). En español se traduce como Granja Estatal y son las explotaciones agrícolas que en la extinta Unión Soviética no tenían carácter cooperativo (koljós), sino que dependían directamente del Estado.
Aunque hay precedentes en la época de Lenin, se empezó a forzar su imposición, de manera acelerada, con la colectivización de tierras de Stalin en 1929. Se ordenó reunir toda la tierra, aperos de labranza, ganado y todo bien de interés económico en torno al sovjós y koljós. Para implantar la reforma en el campesinado se recurrió a fusilamientos, deportaciones masivas y a todo tipo de amenazas tanto psicológicas como físicas.[cita requerida]
Nikita Jruschov cambió la política agraria de Stalin. Dando más autonomía al sovjós para cultivar lo que se demandara y reduciendo su excesivo tamaño, cambiando las pretensiones de Stalin de reducir los sovjós y aumentar su extensión. También impulsó la colonización de tierras vírgenes en la RSS de Ucrania. Los planes agrícolas fueron un fracaso total, hasta tal punto que el país tuvo que importar muchos alimentos de Estados Unidos.
La baja productividad de estas organizaciones colectivas fue el principal motivo de la escasez de alimentos en la URSS.

## Historia
Los koljoses, o granjas colectivas, fueron considerados durante mucho tiempo como una etapa intermedia en la transición hacia el ideal de la agricultura estatal. Mientras que los koljós se creaban típicamente mediante la combinación de pequeñas granjas individuales en una estructura cooperativa, el estado organizaba un sovjós en tierras confiscadas de antiguos terratenientes y los trabajadores de sovjós serían reclutados entre los residentes rurales sin tierra. A los empleados del sovjós se les pagarían salarios regulados, mientras que el sistema de remuneración de un koljós  se basaba en una distribución al estilo cooperativo de las ganancias agrícolas (en efectivo y en especie) entre los miembros. En granjas de ambos tipos, sin embargo, un sistema de pasaporte interno impidió el movimiento de empleados y miembros de áreas rurales a áreas urbanas.  
En 1990, la Unión Soviética tenía 23.500 sovjós, o el 45% del número total de granjas colectivas y estatales a gran escala. El tamaño promedio de un sovjós era de 15 300 hectáreas (153 km²), casi tres veces el promedio de koljós (5900 hectáreas o 59 km² en 1990)  . Las granjas de sovjós eran más dominantes en la parte de Asia Central de la Unión Soviética
Durante la era de transición de la década de 1990, muchas granjas estatales se reorganizaron utilizando acuerdos de acciones conjuntas, aunque el desarrollo de los mercados de tierras siguió limitado por la oposición a la propiedad privada de la tierra.